# 독일군의 스페인 내전 개입
독일군의 스페인 내전 개입은 1936년 7월 스페인 내전의 발발과 동시에 이루어졌으며, 아돌프 히틀러는 프란시스코 프랑코 장군과 그의 국민파 세력을 지원하기 위해 즉시 공군과 기갑 군단을 파견했다. 이에 소비에트 연방은 공화파 정부를 지원하기 위해 더욱 발전된 장비를 갖춘 소규모 부대를 파견했고, 영국과 프랑스를 비롯한 20여개국은 스페인으로의 모든 군수품과 병력 수출을 금지하는 데 합의했다. 나치 독일도 이 합의에 서명했지만, 조약을 무시했다.
이 개입은 독일군에게 당시 최첨단 기술을 갖춘 전투 경험을 제공했다. 그러나 이 개입은 히틀러가 아직 준비하지 못한 전면적인 유럽 전쟁으로 확대될 위험을 안고 있었고, 이에 히틀러는 지원 범위를 제한하고 대신 베니토 무솔리니에게 대규모 이탈리아군을 파견하라고 독려했다. 프랑코의 국민파는 내전에서 승리했다. 프랑코는 공식적으로 제2차 세계 대전에서 중립을 지켰지만, 1940년부터 1943년까지 다양한 방식으로 추축국을 도왔고, 심지어 1940년 6월 19일에는 스페인 식민제국을 건설하는 대가로 참전을 제안하기도 했다. 스페인 내전은 3년간 지속되었고, 1939년 발발할 세계 대전의 소규모 전조였다.
나치가 프랑코를 지원한 데에는 히틀러의 중부 유럽 전략에 대한 주의를 돌리려는 의도와 프랑스에 대한 견제를 위한 독일에 우호적인 스페인을 건설하기 위한 의도 등 여러 요인이 작용했다. 또한 개입을 통해 병력을 훈련하고 장비와 전술을 시험할 기회를 제공했다.

## 같이 보기
- 콘도르 군단

### 참조주
1. ↑  Carr (1971). p. 209.
2. ↑  Weinberg, Gerhard. A World in Arms, Cambridge: Cambridge University Press, 2005 page 177.

### 참고 문헌
- Beevor, Antony (2006). 《The Battle for Spain: The Spanish Civil War 1936–1939》. London: Phoenix. ISBN 978-0-7538-2165-7.
- Carr, Raymond (1971). 《The Republic and the Civil War in Spain》. London: Macmillan. ISBN 978-0-333-00632-0.
- Cienciala, Anna M. (1968). 《Poland and the Western Powers 1938–1939: A Study in the Interdependence of Eastern and Western Europe》. London: Routledge & K. Paul. ISBN 978-0-7100-5021-2.
- Corum, James S. (1995) "The Luftwaffe and the coalition air war in Spain, 1936–1939," Journal of Strategic Studies, (1995) 18:1, 68–90.
- Joe Julius Heydecker; Johannes Leeb (1975). 《The Nuremberg Trial: A History of Nazi Germany as revealed through the testimony at Nuremberg》. Westport, Conn.: Greenwood Press. ISBN 978-0-8371-8131-8. 2011년 5월 26일에 확인함.
- Howson, Gerald (1998). 《Arms for Spain》. London: John Murray. ISBN 0-7195-5556-6.
- Knight, Patricia (1998). 《The Spanish Civil War》. London: Hodder & Stoughton Educational. ISBN 978-0-340-70137-9.
- Leitz, Christian (1996). 《Economic Relations between Nazi Germany and Franco's Spain:1936–1945》. Oxford historical monographs illurat판. New York: Oxford University Press. 81–92쪽. ISBN 978-0-19-820645-3. 2011년 5월 22일에 확인함.
- Leitz, Christian. (1996) "Hermann Göring and Nazi Germany's Economic Exploitation of Nationalist Spain, 1936–1939." German History 14.1 (1996): 21–37.
- Morente, Francisco. (2017) "On Hostile Soil: Spanish Republican Diplomats in Berlin at the Onset of the Spanish Civil War." Contemporary European History 26.1 (2017): 49–67.
- Núñez Seixas, Xosé M. (2017) "Wishful Thinking in Wartime? Spanish Blue Division's Soldiers and Their Views of Nazi Germany, 1941–44." Journal of War & Culture Studies (2017): 1–18.
- Núñez Seixas, Xosé M. (2018) "Spanish Views of Nazi Germany, 1933–45: A Fascist Hybridization?." Journal of Contemporary History (2018): 0022009417739366.
- Payne, Stanley G. (1996). 《A History of Fascism, 1914–1945》. London: Routledge. ISBN 1-85728-595-6.
- Stone, Glyn (1997). 〈Sir Robert Vansittart and Spain, 1931–1941〉.   Otte, Thomas G.; Pagedas, Constantine A. 《Personalities, War and Diplomacy》. London: Routledge.
- Thomas, Hugh (1961). 《The Spanish Civil War》 1판. London: Eyre and Spottiswoode.
- Thomas, Hugh (1987). 《The Spanish Civil War》 2, illurat판. London: Penguin Books. ISBN 978-0-241-89450-7.
- Westwell, Ian (2004). 《Condor Legion: The Wehrmacht's Training Ground》. Spearhead 15. Hersham, United Kingdom: Ian Allan publishing. ISBN 978-0-7110-3043-5.
- Whealey, Robert H. (1989). 《Hitler and Spain: The Nazi Role in the Spanish Civil War, 1936–1939》. University Press of Kentucky. ISBN 9780813148632.
- S. A. H (1937년 8월 7일). “Spain: the British Compromise Plan”. 《Bulletin of International News》 (London: Royal Institute of International Affairs) 14 (3): 3–13. ISSN 2044-3986. JSTOR 25639692.